# كيمر لورنس
كيمر مايكل لورانس (بالإنجليزية: Kemar Michael Lawrence)‏ هو لاعب كرة قدم جامايكي ، مواليد 17 سبتمبر 1992م، يلعب في نادي نيويورك ريد بولز الأمريكي، ومثل منتخب جامايكا لكرة القدم في بطولة كوبا أمريكا 2015 التي أقيمت في تشيلي .

## مسيرته الكروية
لعب كيمر لورنس خلال مسيرته الاحترافية مع 4 أندية في أحد عشر موسمًا وسجل خلالها 7 أهداف ضمن 183 مباراة. ولم يفز بأي موسم بالكأس وفاز في موسم واحد بالدوري.
خاض كيمر لورنس مسيرته مع أرنيت جاردنز في موسم 2011–12 لمدة موسم واحد، مشاركًا في مباراتين ولم يسجل أي هدف. ثم انتقل إلى نادي هاربور فيو في موسم 2012–13 واستمر معه طيلة ثلاثة مواسم، حيث شارك في 62 مباراة سجل خلالها هدفين. لينتقل بعدها إلى نادي نيويورك ريد بولز في موسم 2015 ليلعب معه خمسة مواسم، مشاركًا في 118 مباراة سجل خلالها 5 أهداف. ثم انتقل إلى نادي رويال أندرلخت في موسم 2019–20 لمدة موسم واحد، مشاركًا في مباراة ولم يسجل أي هدف.

## روابط خارجية
- كيمر لورنس على موقع الدوري الأمريكي (الإنجليزية)
- كيمر لورنس على موقع قاعدة بيانات كرة القدم.إي يو (الإنجليزية)
- كيمر لورنس على موقع ناشيونال فوتبول تيمز (الإنجليزية)
- كيمر لورنس على موقع Soccerway.com (الإنجليزية)
- كيمر لورنس على موقع كووورة
- كيمر لورنس على موقع AS.com (الإسبانية)